# Abión (Fluss)
Der Río Abión ist ein Nebenfluss des Río Lobos. Er entspringt im Nordwesten der Provinz Soria in der Autonomen Region Kastilien-León.

## Geographie
Der Río Abión entspringt in einem Quelltopf auf der Südseite eines namenlosen Bergstocks. Er fließt zuerst eine kurze Strecke in südlicher, danach – abgesehen von einigen Schleifen – in westlicher Richtung und mündet etwa einen Kilometer südwestlich des Stadtzentrums von El Burgo de Osma in den Río Lobos (manchmal auch Río Ucero genannt).

## Zuflüsse
links
- Río Milanos

## Orte
- Muriel de la Fuente
- Abioncillo de Calatañazor
- Torreblacos
- Valdealvillo
- Torralba del Burgo
- Valdenarros
- El Burgo de Osma

## Ökosystem
Während der Oberlauf des Río Abión noch recht naturbelassen ist und Möglichkeiten zum Angeln und Wandern bietet, werden zu beiden Seiten seines Mittel- und Unterlaufs weite Flächen landwirtschaftlich genutzt. Die Wasserentnahme sowie die ausgiebige Düngung haben den Fluss in diesem Bereich biologisch umkippen lassen (erkennbar an den Algenteppichen). Fische und Flusskrebse können in dem sauerstoffarmen und überdüngten Wasser nicht mehr existieren.